# Marcelo Martelotte
Marcelo Martelotte (Rio de Janeiro, 18 de dezembro de 1968) é um treinador e ex-futebolista brasileiro que atuava como goleiro. Atualmente está sem clube.

## Carreira como jogador
Revelado pelo Taubaté, Marcelo teve o auge na carreira como goleiro no Bragantino, onde conquistou a Série B de 1989 e o Campeonato Paulista de 1990.

## Carreira como treinador
Após encerrar a carreira de jogador em 2002, pelo Taubaté, Martelotte iniciou a carreira como técnico. Em 2004, treinando o Sub 20 do Palmeiras, foi campeão paulista.
Em 2005 tornou-se auxiliar do técnico Pintado, com quem trabalhou durante cinco anos, até 2009.
Como auxiliar técnico e interino, Marcelo chegou a dirigir interinamente o time profissional do Santos em 28 ocasiões: foram 17 partidas no Brasileiro de 2010, sete no Paulista de 2011 e três na Libertadores, além de um amistoso contra o Vasco da Gama.
Em 2013 chegou ao Santa Cruz com muita desconfiança de todos, mas aos poucos foi montando o time e conseguiu o seu primeiro título como treinador profissional, e o tri-campeonato estadual do clube. Após o feito, Martelotte se transferiu para o rival Sport, o mesmo que havia derrotado na final duas semanas anteriores.
Em 22 de setembro de 2013, assumiu o comando do Náutico até o fim do ano, porém o clube foi rebaixado.
O Atlético Goianiense o contratou para treinar a equipe em 2014. Entregou o cargo em 31 de maio, após uma derrota frente ao Icasa pela Série B. Ainda em 2014, foi contratado em 10 de setembro pelo América de Natal. Um mês depois foi demitido graças a série de mal resultados.
Em 18 de março de 2015 voltou a ser o treinador do Atlético Goianiense. Após mal início na Série B de 2015 foi dispensado em 3 de junho.
Em 13 de junho o Santa Cruz o contratou quando a equipe estava na zona de rebaixamento da Série B. No entanto, conseguiu obter a promoção do clube a Campeonato Brasileiro de 2016 - Série A. Renovou seu vínculo para a temporada de 2016. Com um aproveitamento abaixo de 50% em 2016, foi demitido em 24 de março.
Em 16 de junho de 2016 foi apresentado pelo Paraná Clube com o objetivo de repetir o feito de 2015 com o Santa Cruz de levar o clube novamente a série A. Foi dispensado em 25 de setembro após aproveitamento de 37% dos pontos disputados.
Em 27 de agosto de 2017 retorna ao Santa Cruz após a demissão de Givanildo Oliveira com o objetivo de salvar o time da zona de rebaixamento da Série B, sem sucesso. O treinador foi demitido no dia 15 de novembro de 2017, deixando o clube rebaixado à Série C.
Em fevereiro de 2018 foi contratado pelo Taubaté para a disputa do Campeonato Paulista A2. Foi demitido em 4 de março de 2019, após uma sequência de jogos sem vitória , deixando o clube na 11ª colocação. Ao todo Marcelo teve um aproveitamento de 53,3%, com 17 vitorias, 13 empates e 10 derrotas em 40 jogos.
Em 8 de setembro de 2020, foi anunciado pelo Santa Cruz, como novo técnico para a Série C. Ele assume a vaga de Itamar Schülle, que deixou o comando coral para assumir o Oeste/SP.
Em 17 de agosto de 2022 foi desligado clube, poucos dias depois do Santa Cruz ser eliminado da Série D.

### Joinville
Em 28 de janeiro de 2023 foi contratado pelo Joinville.

### Retrô
Em 14 de maio de 2023 foi contratado pelo Retrô para comandar o clube na Série D.

### Sergipe
No dia 12 de outubro de 2023 foi anunciado pelo Sergipe.

## Títulos

### Como jogador
Taubaté
- Campeonato Paulista Sub-20 - Segunda Divisão: 1985

Bragantino
- Campeonato Brasileiro - Série B: 1989
- Campeonato Paulista: 1990[23]

Santa Cruz
- Campeonato Pernambucano: 1993

Santos
- Torneio Rio-São Paulo: 1997
- Copa CONMEBOL: 1998

Sport
- Copa do Nordeste: 2000
- Campeonato Pernambucano: 2000

### Como treinador
Palmeiras
- Campeonato Paulista Sub-20: 2004

Santa Cruz
- Taça Chico Science: 2016
- Campeonato Pernambucano: 2013[24]

Atlético Goianiense
- Campeonato Goiano: 2014

## Estatísticas

### Como treinador
Atualizadas até 19 de agosto de 2023
| Clube               | Jogos | Vitórias | Empates | Derrotas | Aproveitamento    |
| ------------------- | ----- | -------- | ------- | -------- | ----------------- |
| Santos              | 19    | 6        | 7       | 6        | 43.86%            |
| Ituano              | 2     | 2        | 0       | 0        | 100%              |
| Santa Cruz          | 120   | 56       | 33      | 31       | 55.83%            |
| Sport               | 21    | 12       | 1       | 8        | 58.73%            |
| Náutico             | 21    | 6        | 2       | 13       | 31.75%            |
| Atlético Goianiense | 44    | 17       | 13      | 14       | 48.48%            |
| América de Natal    | 9     | 1        | 3       | 5        | 22.22%            |
| Paraná              | 18    | 5        | 5       | 8        | 37.04%            |
| Taubaté             | 63    | 22       | 2       | 19       | 35.98%            |
| Manaus              | 8     | 3        | 1       | 4        | 41.67%            |
| Joinville           | 7     | 2        | 3       | 2        | 42.86%            |
| Retrô               | 15    | 8        | 5       | 2        | 64.44%            |
| Sergipe             | 0     | 0        | 0       | 0        | Divisão por zero% |